# Ізвара (Волосовський район)
Ізвара (рос. Извара) — присілок у Волосовському районі Ленінградської області Російської Федерації.
Населення становить 2516 осіб. Належить до муніципального утворення Рабитицьке сільське поселення.

## Історія
Від 1 серпня 1927 року належить до Ленінградської області.

## Населення
| 2007 | 2010  | 2017  |
| ---- | ----- | ----- |
| 1721 | ↗2242 | ↗2516 |